# Fußball-Club Bayern München 2005-2006
Questa voce raccoglie le informazioni riguardanti il Fußball-Club Bayern München nelle competizioni ufficiali della stagione 2005-2006.

## Stagione
In questa stagione il Bayern ottiene nuovamente un double: vince il ventesimo titolo tedesco facendo cinque punti in più del Werder Brema, inoltre, dopo aver sconfitto l'Eintracht Francoforte in finale, conquista la tredicesima Coppa di Germania. Nella Champions League invece, i bavaresi si classificano secondi dietro la Juventus nel gruppo come nell'edizione precedente, e sono poi fermati dal Milan negli ottavi di finale.

## Maglie e sponsor
|  | Casa Maglia |  | Casa Alternativa |  | Casa Alternativa 2 |  | Casa Alternativa 3 |  | Trasferta Maglia |  | Trasferta Alternativa |  | Terza Maglia |

## Rosa
| N. |                        | Ruolo | Calciatore        |
| -- | ---------------------- | ----- | ----------------- |
| 1  | Germania (bandiera)    | P     | Oliver Kahn       |
| 2  | Francia (bandiera)     | D     | Willy Sagnol      |
| 3  | Brasile (bandiera)     | D     | Lúcio             |
| 5  | Germania (bandiera)    | D     | Jan Mauersberger  |
| 6  | Argentina (bandiera)   | D     | Martín Demichelis |
| 7  | Germania (bandiera)    | C     | Mehmet Scholl     |
| 8  | Iran (bandiera)        | C     | Ali Karimi        |
| 10 | Paesi Bassi (bandiera) | A     | Roy Makaay        |
| 11 | Brasile (bandiera)     | C     | Zé Roberto        |
| 13 | Germania (bandiera)    | C     | Michael Ballack   |
| 14 | Perù (bandiera)        | A     | Claudio Pizarro   |
| 16 | Germania (bandiera)    | C     | Jens Jeremies     |
| 17 | Germania (bandiera)    | C     | Thorsten Fink     |
| 18 | Germania (bandiera)    | D     | Andreas Görlitz   |

| N. |                                 | Ruolo | Calciatore             |
| -- | ------------------------------- | ----- | ---------------------- |
| 19 | Paraguay (bandiera)             | C     | Julio dos Santos       |
| 20 | Bosnia ed Erzegovina (bandiera) | C     | Hasan Salihamidžić     |
| 21 | Germania (bandiera)             | D     | Philipp Lahm           |
| 22 | Germania (bandiera)             | P     | Michael Rensing        |
| 23 | Inghilterra (bandiera)          | C     | Owen Hargreaves        |
| 24 | Paraguay (bandiera)             | A     | Roque Santa Cruz       |
| 25 | Francia (bandiera)              | D     | Valérien Ismaël        |
| 26 | Germania (bandiera)             | C     | Sebastian Deisler      |
| 29 | Germania (bandiera)             | P     | Bernd Dreher           |
| 31 | Germania (bandiera)             | C     | Bastian Schweinsteiger |
| 33 | Perù (bandiera)                 | A     | Paolo Guerrero         |
| 36 | Germania (bandiera)             | P     | Jan Schlösser          |
| 39 | Germania (bandiera)             | C     | Andreas Ottl           |
| 69 | Francia (bandiera)              | D     | Bixente Lizarazu       |

## Organigramma societario
Area direttiva
- Presidente:  Franz Beckenbauer

Area tecnica
- Allenatore: Felix Magath
- Allenatore in seconda: Seppo Eichkorn
- Preparatore dei portieri: Bernd Dreher, Sepp Maier
- Preparatori atletici: Werner Leuthard

## Calciomercato

### Sessione estiva
| Acquisti | Acquisti        | Acquisti            | Acquisti |
| R.       | Nome            | da                  | Modalità |
| -------- | --------------- | ------------------- | -------- |
| D        | Valérien Ismaël | Werder Brema        |          |
| C        | Ali Karimi      | Shabab Al Ahli Club |          |
| D        | Philipp Lahm    | Stoccarda           |          |

| Cessioni | Cessioni          | Cessioni          | Cessioni |
| R.       | Nome              | da                | Modalità |
| -------- | ----------------- | ----------------- | -------- |
| C        | Torsten Frings    | Werder Brema      |          |
| A        | Vahid Hashemian   | Hannover 96       |          |
| D        | Robert Kovač      | Juventus          |          |
| D        | Samuel Kuffour    | Roma              |          |
| D        | Thomas Linke      | Salisburgo        |          |
| C        | Tobias Rau        | Arminia Bielefeld |          |
| A        | Alexander Zickler | Salisburgo        |          |

### Sessione invernale
| Acquisti | Acquisti         | Acquisti      | Acquisti |
| R.       | Nome             | da            | Modalità |
| -------- | ---------------- | ------------- | -------- |
| C        | Julio dos Santos | Cerro Porteño |          |

| Cessioni | Cessioni | Cessioni | Cessioni |
| R.       | Nome     | da       | Modalità |
| -------- | -------- | -------- | -------- |

## Risultati

### Bundesliga

#### Girone di andata
| Arbitro: | Gräfe |

|                                |           |  |
| Hargreaves 28’ Makaay 86’, 89’ | Marcatori |  |

| Arbitro: | Merk |

|                               |           |                                            |
| Berbatov 32’ (rig.) Babić 82’ | Marcatori | 3’ Ballack 11’, 57’, 60’ Makaay 35’ Karimi |

| Arbitro: | Kinhöfer |

|                                   |           |  |
| Ballack 47’ Scholl 85’ Makaay 87’ | Marcatori |  |

| Arbitro: | Weiner |

|            |           |                          |
| Pinola 19’ | Marcatori | 21’ Guerrero 60’ Ballack |

| Arbitro: | Wagner |

|               |           |  |
| Demichelis 8’ | Marcatori |  |

| Arbitro: | Kircher |

|  |           |              |
|  | Marcatori | 72’ Guerrero |

| Arbitro: | Meyer |

|                                  |           |  |
| van der Vaart 10’ Trochowski 62’ | Marcatori |  |

| Arbitro: | Merk |

|                          |           |  |
| Santa Cruz 66’ Lúcio 89’ | Marcatori |  |

| Arbitro: | Weiner |

|                   |           |                |
| Larsen 90’ (rig.) | Marcatori | 19’ Santa Cruz |

| Arbitro: | Rafati |

|                                                       |           |  |
| Ballack 27’ Zé Roberto 33’ Santa Cruz 59’ Pizarro 90’ | Marcatori |  |

| Arbitro: | Wagner |

|            |           |                       |
| Scherz 28’ | Marcatori | 53’ Lúcio 74’ Ballack |

| Arbitro: | Fandel |

|                                          |           |          |
| Schweinsteiger 3’ Pizarro 34’ Makaay 44’ | Marcatori | 1’ Klose |

| Arbitro: | Meyer |

|            |           |                  |
| Boakye 60’ | Marcatori | 82’, 90’ Pizarro |

| Arbitro: | Kinhöfer |

|                  |           |          |
| Pizarro 28’, 54’ | Marcatori | 34’ Auer |

| Stoccarda 3 dicembre 2005, ore 15:30 CET 15ª giornata | Stoccarda | 0 – 0 referto | Bayern Monaco | Gottlieb-Daimler-Stadion (55 000 spett.)\| Arbitro: \| Merk \| |
| Arbitro:                                              | Merk      |               |               |                                                                |

| Arbitro: | Gräfe |

|                               |           |            |
| Ballack 26’ Makaay 54’ (rig.) | Marcatori | 39’ Sanogo |

| Arbitro: | Fandel |

|            |           |                        |
| Kringe 79’ | Marcatori | 52’ Karimi 73’ Pizarro |

#### Girone di ritorno
| Arbitro: | Merk |

|           |           |                             |
| Sonck 56’ | Marcatori | 13’, 69’ Makaay 55’ Ballack |

| Arbitro: | Rafati |

|             |           |  |
| Ballack 35’ | Marcatori |  |

| Berlino 7 febbraio 2006, ore 20:00 CET 20ª giornata | Hertha Berlino | 0 – 0 referto | Bayern Monaco | Stadio Olimpico (72 940 spett.)\| Arbitro: \| Fandel \| |
| Arbitro:                                            | Fandel         |               |               |                                                         |

| Arbitro: | Kircher |

|                        |           |            |
| Makaay 27’ Ballack 54’ | Marcatori | 35’ Vittek |

| Arbitro: | Wagner |

|             |           |             |
| Brdarić 53’ | Marcatori | 87’ Ballack |

| Arbitro: | Gagelmann |

|                                                |           |                     |
| Guerrero 21’, 41’ Ballack 33’, 62’ Pizarro 85’ | Marcatori | 32’ Preuß 83’ Meier |

| Arbitro: | Meyer |

|            |           |                       |
| Scholl 83’ | Marcatori | 16’ Demel 89’ de Jong |

| Wolfsburg 11 marzo 2006, ore 15:30 CET 25ª giornata | Wolfsburg | 0 – 0 referto | Bayern Monaco | Volkswagen-Arena (30 000 spett.)\| Arbitro: \| Gräfe \| |
| Arbitro:                                            | Gräfe     |               |               |                                                         |

| Arbitro: | Wagner |

|                                         |           |  |
| Salihamidžić 48’ Pizarro 56’ Makaay 89’ | Marcatori |  |

| Arbitro: | Rafati |

|                     |           |                                         |
| Ahanfouf 40’ (rig.) | Marcatori | 66’ Salihamidžić 71’ Makaay 80’ Pizarro |

| Arbitro: | Drees |

|                       |           |                        |
| Sagnol 29’ Makaay 39’ | Marcatori | 12’ Feulner 36’ Streit |

| Arbitro: | Merk |

|                                                   |           |  |
| Schweinsteiger 33’ (aut.) Jensen 79’ Borowski 83’ | Marcatori |  |

| Arbitro: | Weiner |

|                        |           |  |
| Ballack 69’ Scholl 74’ | Marcatori |  |

| Arbitro: | Meyer |

|                        |           |                        |
| Zidan 9’ Friedrich 13’ | Marcatori | 29’, 37’ (rig.) Makaay |

| Arbitro: | Wagner |

|                                               |           |            |
| Santa Cruz 11’ Pizarro 44’ Schweinsteiger 46’ | Marcatori | 6’ Ljuboja |

| Arbitro: | Kircher |

|              |           |          |
| Altıntop 26’ | Marcatori | 68’ Ottl |

| Arbitro: | Rafati |

|                                          |           |                          |
| Makaay 6’ Schweinsteiger 48’ Ballack 50’ | Marcatori | 2’, 76’ Koller 64’ Degen |

### Coppa di Germania
| Arbitro: | Seemann |

|  |           |                                    |
|  | Marcatori | 9’ Ismaël 49’, 86’ Scholl 69’ Ottl |

| Arbitro: | Gagelmann |

|  |           |             |
|  | Marcatori | 80’ Ballack |

| Arbitro: | Kinhöfer |

|                 |           |  |
| Hargreaves 113’ | Marcatori |  |

| Arbitro: | Meyer |

|                                |           |                             |
| Pizarro 81’, 115’ Guerrero 94’ | Marcatori | 21’ (rig.) Zidan 106’ Ruman |

| Arbitro: | Kircher |

|  |           |                                 |
|  | Marcatori | 15’ Hargreaves 84’, 88’ Pizarro |

| Arbitro: | Fandel |

|  |           |             |
|  | Marcatori | 57’ Pizarro |

### Coppa di Lega
| Arbitro: | Kinhöfer |

|            |           |                              |
| Makaay 19’ | Marcatori | 22’ Hitzlsperger 90’ Stranzl |

### Champions League

#### Fase a gironi
| Arbitro: | Sars |

|  |           |              |
|  | Marcatori | 60’ Guerrero |

| Arbitro: | Øvrebø |

|                |           |  |
| Demichelis 32’ | Marcatori |  |

| Arbitro: | Vassaras |

|                            |           |                 |
| Deisler 32’ Demichelis 38’ | Marcatori | 90’ Ibrahimović |

| Arbitro: | Micheľ |

|                    |           |             |
| Trezeguet 61’, 85’ | Marcatori | 66’ Deisler |

| Arbitro: | Ibáñez |

|                                        |           |  |
| Deisler 21’ Karimi 53’ Makaay 72’, 76’ | Marcatori |  |

| Arbitro: | Duhamel |

|              |           |             |
| Portillo 32’ | Marcatori | 21’ Pizarro |

#### Fase a eliminazione diretta
| Arbitro: | De Bleeckere |

|             |           |                     |
| Ballack 23’ | Marcatori | 58’ (rig.) Ševčenko |

| Arbitro: | Ivanov |

|                                       |           |            |
| Inzaghi 8’, 48’ Ševčenko 25’ Kaká 59’ | Marcatori | 36’ Ismaël |

## Statistiche

### Statistiche di squadra
| Competizione      | Punti | In casa | In casa | In casa | In casa | In casa | In casa | In trasferta | In trasferta | In trasferta | In trasferta | In trasferta | In trasferta | Totale | Totale | Totale | Totale | Totale | Totale | DR  |
| Competizione      | Punti | G       | V       | N       | P       | Gf      | Gs      | G            | V            | N            | P            | Gf           | Gs           | G      | V      | N      | P      | Gf     | Gs     | DR  |
| ----------------- | ----- | ------- | ------- | ------- | ------- | ------- | ------- | ------------ | ------------ | ------------ | ------------ | ------------ | ------------ | ------ | ------ | ------ | ------ | ------ | ------ | --- |
| Bundesliga        | 75    | 17      | 14      | 2       | 1       | 42      | 14      | 17           | 8            | 7            | 2            | 25           | 18           | 34     | 22     | 9      | 3      | 67     | 32     | +35 |
| Coppa di Germania | -     | 2       | 2       | 0       | 0       | 4       | 2       | 4            | 4            | 0            | 0            | 9            | 0            | 6      | 6      | 0      | 0      | 13     | 2      | +11 |
| Coppa di Lega     | -     | 1       | 0       | 0       | 1       | 1       | 2       | 0            | 0            | 0            | 0            | 0            | 0            | 1      | 0      | 0      | 1      | 1      | 2      | -1  |
| Champions League  | -     | 4       | 3       | 1       | 0       | 8       | 2       | 4            | 1            | 1            | 2            | 4            | 7            | 8      | 4      | 2      | 2      | 12     | 9      | +3  |
| Totale            | 75    | 24      | 19      | 3       | 2       | 55      | 20      | 25           | 13           | 8            | 4            | 38           | 25           | 49     | 32     | 11     | 6      | 93     | 45     | +48 |

### Andamento in campionato
| Giornata  | 1 | 2 | 3 | 4 | 5 | 6 | 7 | 8 | 9 | 10 | 11 | 12 | 13 | 14 | 15 | 16 | 17 | 18 | 19 | 20 | 21 | 22 | 23 | 24 | 25 | 26 | 27 | 28 | 29 | 30 | 31 | 32 | 33 | 34 |
| --------- | - | - | - | - | - | - | - | - | - | -- | -- | -- | -- | -- | -- | -- | -- | -- | -- | -- | -- | -- | -- | -- | -- | -- | -- | -- | -- | -- | -- | -- | -- | -- |
| Luogo     | C | T | C | T | C | T | T | C | T | C  | T  | C  | T  | C  | T  | C  | T  | T  | C  | T  | C  | T  | C  | C  | T  | C  | T  | C  | T  | C  | T  | C  | T  | C  |
| Risultato | V | V | V | V | V | V | P | V | N | V  | V  | V  | V  | V  | N  | V  | V  | V  | V  | N  | V  | N  | V  | P  | N  | V  | V  | N  | P  | V  | N  | V  | N  | N  |
| Posizione | 3 | 1 | 1 | 1 | 1 | 1 | 1 | 1 | 2 | 1  | 1  | 1  | 1  | 1  | 1  | 1  | 1  | 1  | 1  | 1  | 1  | 1  | 1  | 1  | 1  | 1  | 1  | 1  | 1  | 1  | 1  | 1  | 1  | 1  |

Legenda:

Luogo: C = Casa; T = Trasferta. Risultato: V = Vittoria; N = Pareggio; P = Sconfitta.

### Statistiche dei giocatori
| Giocatore         | Bundesliga | Bundesliga | Bundesliga  | Bundesliga | Coppa di Germania | Coppa di Germania | Coppa di Germania | Coppa di Germania | Coppa di Lega | Coppa di Lega | Coppa di Lega | Coppa di Lega | Champions League | Champions League | Champions League | Champions League | Totale   | Totale | Totale      | Totale     |
| Giocatore         | Presenze   | Reti       | Ammonizioni | Espulsioni | Presenze          | Reti              | Ammonizioni       | Espulsioni        | Presenze      | Reti          | Ammonizioni   | Espulsioni    | Presenze         | Reti             | Ammonizioni      | Espulsioni       | Presenze | Reti   | Ammonizioni | Espulsioni |
| ----------------- | ---------- | ---------- | ----------- | ---------- | ----------------- | ----------------- | ----------------- | ----------------- | ------------- | ------------- | ------------- | ------------- | ---------------- | ---------------- | ---------------- | ---------------- | -------- | ------ | ----------- | ---------- |
| M. Ballack        | 26         | 14         | 10          | 0          | 5                 | 1                 | 3                 | 0                 | 0             | 0             | 0             | 0             | 6                | 1                | 1                | 0                | 37       | 16     | 14          | 0          |
| S. Deisler        | 16         | 0          | 3           | 1          | 3                 | 0                 | 0                 | 0                 | 1             | 0             | 0             | 0             | 6                | 3                | 0                | 0                | 26       | 3      | 3           | 1          |
| M. Demichelis     | 27         | 1          | 3           | 1          | 4                 | 0                 | 1                 | 0                 | 1             | 0             | 0             | 0             | 8                | 2                | 1                | 0                | 40       | 3      | 5           | 1          |
| B. Dreher         | 1          | 0          | 0           | 0          | 0                 | 0                 | 0                 | 0                 | 0             | 0             | 0             | 0             | 0                | 0                | 0                | 0                | 1        | 0      | 0           | 0          |
| T. Fink           | 0          | 0          | 0           | 0          | 0                 | 0                 | 0                 | 0                 | 0             | 0             | 0             | 0             | 0                | 0                | 0                | 0                | 0        | 0      | 0           | 0          |
| P. Guerrero       | 14         | 4          | 1           | 0          | 3                 | 1                 | 1                 | 0                 | 0             | 0             | 0             | 0             | 7                | 1                | 2                | 0                | 24       | 6      | 4           | 0          |
| A. Görlitz        | 0          | 0          | 0           | 0          | 0                 | 0                 | 0                 | 0                 | 0             | 0             | 0             | 0             | 0                | 0                | 0                | 0                | 0        | 0      | 0           | 0          |
| O. Hargreaves     | 16         | 1          | 5           | 0          | 5                 | 2                 | 0                 | 0                 | 1             | 0             | 1             | 0             | 2                | 0                | 1                | 0                | 24       | 3      | 7           | 0          |
| V. Ismaël         | 30         | 0          | 3           | 1          | 6                 | 1                 | 3                 | 0                 | 1             | 0             | 1             | 0             | 8                | 1                | 1                | 0                | 45       | 2      | 8           | 1          |
| J. Jeremies       | 13         | 0          | 0           | 0          | 4                 | 0                 | 1                 | 0                 | 0             | 0             | 0             | 0             | 1                | 0                | 0                | 0                | 18       | 0      | 1           | 0          |
| O. Kahn           | 31         | 0          | 2           | 0          | 6                 | 0                 | 0                 | 0                 | 0             | 0             | 0             | 0             | 7                | 0                | 0                | 0                | 44       | 0      | 2           | 0          |
| A. Karimi         | 20         | 2          | 1           | 0          | 2                 | 0                 | 0                 | 0                 | 1             | 0             | 0             | 0             | 3                | 1                | 0                | 0                | 26       | 3      | 1           | 0          |
| P. Lahm           | 20         | 0          | 1           | 0          | 4                 | 0                 | 1                 | 0                 | 0             | 0             | 0             | 0             | 3                | 0                | 0                | 0                | 27       | 0      | 2           | 0          |
| B. Lizarazu       | 18         | 0          | 1           | 0          | 2                 | 0                 | 0                 | 0                 | 1             | 0             | 0             | 0             | 6                | 0                | 0                | 0                | 27       | 0      | 1           | 0          |
| L. Lúcio          | 30         | 2          | 3           | 0          | 5                 | 0                 | 0                 | 0                 | 1             | 0             | 1             | 0             | 7                | 0                | 0                | 0                | 43       | 2      | 4           | 0          |
| R. Makaay         | 31         | 17         | 2           | 0          | 5                 | 0                 | 0                 | 0                 | 1             | 1             | 0             | 0             | 8                | 2                | 0                | 0                | 45       | 20     | 2           | 0          |
| J. Mauersberger   | 0          | 0          | 0           | 0          | 0                 | 0                 | 0                 | 0                 | 0             | 0             | 0             | 0             | 0                | 0                | 0                | 0                | 0        | 0      | 0           | 0          |
| A. Ottl           | 8          | 1          | 1           | 0          | 2                 | 1                 | 0                 | 0                 | 0             | 0             | 0             | 0             | 0                | 0                | 0                | 0                | 10       | 2      | 1           | 0          |
| C. Pizarro        | 26         | 11         | 3           | 0          | 5                 | 5                 | 1                 | 0                 | 1             | 0             | 0             | 0             | 6                | 1                | 1                | 0                | 38       | 17     | 5           | 0          |
| M. Rensing        | 6          | 0          | 0           | 0          | 0                 | 0                 | 0                 | 0                 | 1             | 0             | 0             | 0             | 1                | 0                | 0                | 0                | 8        | 0      | 0           | 0          |
| Zé Roberto        | 27         | 1          | 3           | 0          | 4                 | 0                 | 0                 | 0                 | 0             | 0             | 0             | 0             | 8                | 0                | 1                | 0                | 39       | 1      | 4           | 0          |
| W. Sagnol         | 31         | 1          | 6           | 0          | 5                 | 0                 | 1                 | 0                 | 1             | 0             | 0             | 0             | 7                | 0                | 4                | 0                | 44       | 1      | 11          | 0          |
| H. Salihamidžić   | 21         | 2          | 3           | 0          | 2                 | 0                 | 0                 | 0                 | 1             | 0             | 0             | 0             | 1                | 0                | 0                | 0                | 25       | 2      | 3           | 0          |
| R. Santa Cruz     | 13         | 4          | 1           | 0          | 3                 | 0                 | 0                 | 0                 | 1             | 0             | 0             | 0             | 2                | 0                | 0                | 0                | 19       | 4      | 1           | 0          |
| J. Santos         | 1          | 0          | 0           | 0          | 0                 | 0                 | 0                 | 0                 | 0             | 0             | 0             | 0             | 0                | 0                | 0                | 0                | 1        | 0      | 0           | 0          |
| J. Schlösser      | 0          | 0          | 0           | 0          | 0                 | 0                 | 0                 | 0                 | 0             | 0             | 0             | 0             | 0                | 0                | 0                | 0                | 0        | 0      | 0           | 0          |
| M. Scholl         | 18         | 3          | 1           | 0          | 3                 | 2                 | 0                 | 0                 | 0             | 0             | 0             | 0             | 6                | 0                | 0                | 0                | 27       | 5      | 1           | 0          |
| B. Schweinsteiger | 30         | 3          | 4           | 0          | 4                 | 0                 | 1                 | 0                 | 1             | 0             | 0             | 0             | 7                | 0                | 1                | 0                | 42       | 3      | 6           | 0          |